# SN 2007ch
SN 2007ch – supernowa typu II odkryta 11 maja 2007 roku w galaktyce NGC 6000. W momencie odkrycia miała maksymalną jasność 17,20m.